# Highest Hopes: The Best of Nightwish
Highest Hopes – trzecia kompilacja grupy Nightwish
Highest Hopes, to oficjalnie już tym razem zapowiedziana kompilacja, która trafiła do sklepów końcem września 2005 roku. Zawiera cover utworu High Hopes zespołu Pink Floyd.

## Lista utworów
Opracowano na podstawie materiału źródłowego.
| Nr  | Tytuł utworu                    | Długość |
| --- | ------------------------------- | ------- |
| 1.  | „Wish I Had an Angel”           | 04:06   |
| 2.  | „Stargazers”                    | 04:28   |
| 3.  | „The Kinslayer”                 | 03:58   |
| 4.  | „Ever Dream”                    | 04:44   |
| 5.  | „Elvenpath”                     | 04:40   |
| 6.  | „Bless the Child”               | 06:12   |
| 7.  | „Nemo”                          | 04:36   |
| 8.  | „Sleeping Sun”                  | 04:04   |
| 9.  | „Dead to the World”             | 04:20   |
| 10. | „Over the Hills and Far Away”   | 05:03   |
| 11. | „Deep Silent Complete”          | 03:58   |
| 12. | „Sacrament of Wilderness”       | 04:12   |
| 13. | „Walking in the Air”            | 05:27   |
| 14. | „Wishmaster”                    | 04:23   |
| 15. | „Dead Boy's Poem”               | 06:46   |
| 16. | „High Hopes” (cover Pink Floyd) | 07:20   |
|     |                                 | 1:18:17 |

## Pozycje na listach
| Lista | Kraj   | Pozycja |
| ----- | ------ | ------- |
| OLiS  | Polska | 32      |